# Never for Ever
Never for Ever är det tredje studioalbumet av den brittiska sångaren och musikern Kate Bush, utgivet i september 1980 på EMI Records. Det var Bushs första albumetta; det toppade listorna i både Storbritannien och Frankrike.

## Låtlista
Alla låtar är skrivna och komponerade av Kate Bush. 
| 1. | Babooshka               | 3:20 |
| 2. | Delius (Song of Summer) | 2:51 |
| 3. | Blow Away (for Bill)    | 3:33 |
| 4. | All We Ever Look for    | 3:47 |
| 5. | Egypt                   | 4:10 |

| 6.  | The Wedding List    | 4:15 |
| 7.  | Violin              | 3:15 |
| 8.  | The Infant Kiss     | 2:50 |
| 9.  | Night Scented Stock | 0:51 |
| 10. | Army Dreamers       | 2:55 |
| 11. | Breathing           | 5:29 |

## Listplaceringar
| Lista (1980)   | Position               |
| -------------- | ---------------------- |
| Australien     | 7 (Kent Music Report)  |
| Frankrike      | 1                      |
| Japan          | 40 (Oricon)            |
| Kanada         | 44 (RPM)               |
| Nederländerna  | 4                      |
| Norge          | 2 (VG-lista)           |
| Nya Zeeland    | 31                     |
| Storbritannien | 1 (UK Albums Chart)    |
| Sverige        | 16 (Sverigetopplistan) |
| Västtyskland   | 5                      |